# Distrikt Shatoja
Der Distrikt Shatoja liegt in der Provinz El Dorado in der Region San Martín in Nordzentral-Peru. Der Distrikt wurde am 6. April 1962 gegründet. Er besitzt eine Fläche von 61,9 km². Beim Zensus 2017 wurden 3094 Einwohner gezählt. Im Jahr 1993 lag die Einwohnerzahl bei 1653, im Jahr 2007 bei 2614. Sitz der Distriktverwaltung ist die 412 m hoch gelegene Ortschaft Shatoja mit 1376 Einwohnern (Stand 2017). Shatoja befindet sich 10 km nordnordwestlich der Provinzhauptstadt San José de Sisa.

## Geographische Lage
Der Distrikt Shatoja liegt in den östlichen Voranden im Osten der Provinz El Dorado. Der Río Sisa durchquert das Areal in südöstlicher Richtung.
Der Distrikt Shatoja grenzt im Süden an den Distrikt San José de Sisa, im Nordwesten an den Distrikt San Martín sowie im Osten an den Distrikt Tabalosos (Provinz Lamas).

## Ortschaften
Im Distrikt gibt es neben dem Hauptort folgende größere Ortschaften:
- Amiñio (411 Einwohner)
- La Florida (278 Einwohner)
- Ponciano (259 Einwohner)